# Эконг, Эммануэль
Эммануэль Эконг (англ. Emmanuel Ekong; род. 25 июня 2002, Реджо-нель-Эмилия, Италия) — шведский футболист нигерийского происхождения, нападающий клуба «Эмполи», выступающий на правах аренды за клуб «Истра 1961».

## Карьера
Играл в молодёжных командах «Боллстанас» и «Броммапойкарна». В августе 2018 года перешёл в «Эмполи». В июле 2021 года присоединился к основной команде итальянского клуба. Дебютировал в Серии А 5 сентября 2022 года в матче с «Салернитаной». 